# Los reyes de la arena
Los reyes de la arena (título original en inglés Sandkings) es un relato de terror y ciencia ficción de George R. R. Martin publicado por primera vez en el número de 1979 de Omni y posteriormente incluido en la colección de cuentos del mismo título publicada en 1981. En español el relato fue publicado por primera vez en octubre de 1980 en el número 127 de la revista Nueva Dimensión. El cuento ganó los premios Hugo y Nébula al mejor relato.

## Argumento
El relato cuenta la historia de Simon Kress, un importante hombre de negocios de un planeta que no es la Tierra.
A Kress le gustan los animales voraces, a los que alimenta con otros animales. Un buen día decide adquirir una mascota nueva y encuentra una hecha a su medida: una especie de insectos dotados de una mente-colmena que, encerrados en un terrario, luchan entre ellos por la comida. Pero estos seres (los reyes de la arena), son algo más sofisticados que las hormigas o las termitas; son mucho más inteligentes y son capaces de reconocer y adorar a su cuidador, cuya efigie esculpen en sus castillos.
Obviamente, Kress se siente tentado por la sensación de ser un dios y compra un gran terrario y cuatro colonias de reyes de la arena.
Pronto comienza a hacerlos luchar privándoles de alimento y las batallas son el éxito de sus fiestas. Los invitados, animados, comienzan a llevarle otros animales para que los haga luchar contra los reyes de la arena y en las apuestas se mueve mucho dinero.
Pero el problema surge cuando una exnovia de Kress, escandalizada por el espectáculo de las luchas, lo denuncia por importación ilegal de especies animales. Kress soborna sin problemas a la policía y, a modo de venganza, ofrece un cachorrillo a los reyes. Graba el combate entre el perrito y los reyes de la arena (evidentes ganadores) y se lo envía a su exnovia. Al día siguiente ésta aparece en la casa armada con un martillo y rompe el terrario. Kress lucha con ella y la mata. Entonces, los reyes de la arena, libres, recogen el cadáver de ella y se lo comen.
Alcanzado este punto, con los reyes de la arena sueltos y cada vez más voraces, Kress se ve incapaz de controlar una situación que desemboca en una larga cadena de muertes, tratando de saciar el apetito de los reyes de la arena.

## Idea
La idea central de este relato es, una vez más, cómo un exceso de poder transforma al hombre, sacando de él todo lo que hay de maligno y cruel.
Kress es un hombre sin escrúpulos, lo que le ha permitido triunfar en los negocios. La posibilidad de ser el dios de unas criaturas lo cautiva de inmediato. Pero trata a las criaturas como al resto de las personas: como simples objetos para obtener placer y satisfacción. 
Así, sus criaturas crecen torturadas por el hambre, el miedo y los castigos. Es el mismo Kress el que embrutece a las criaturas convirtiéndolas en seres crueles, a imagen y semejanza de su creador.
De nuevo, la ciencia ficción nos alerta sobre lo más oscuro de nuestra naturaleza.

## Adaptaciones
Este relato fue llevado a la televisión en el episodio Los arenícolas de la serie estadounidense Más allá del límite.